# Caesars Entertainment
Pour les articles homonymes, voir Caesar.
 (mai 2015).
Si vous disposez d'ouvrages ou d'articles de référence ou si vous connaissez des sites web de qualité traitant du thème abordé ici, merci de compléter l'article en donnant les références utiles à sa vérifiabilité et en les liant à la section « Notes et références ».
Caesars Entertainment, Inc. est un groupe d'hôtels et de casinos américain dont le siège est à Las Vegas dans le Nevada.
En juin 2019, à la suite d'un deal à 17,3 milliards de dollars dette comprise, Caesars fusionne avec Eldorado Resorts, un autre grand groupe de casino américain,. La nouvelle entité est cotée sur le Nasdaq et garde le nom de Caesars, mieux connu aux États-Unis. Les actionnaires de l'Eldorado sont majoritaires, détenant 51% du capital. 

## Histoire
En 1998, la société ne fait plus partie du groupe Hilton et s'appelle Park Place Entertainment. Elle porte le nom de Caesars Entertainment depuis 2004. 
Le 18 juin 2004, après avoir obtenu l'approbation de la Nevada Gaming Commission, Caesars revend l'hôtel-casino Las Vegas Hilton à Colony Capital pour 280 millions de dollars. Le 14 juillet 2004, Harrah's Entertainment rachète Caesars Entertainment pour plus de cinq milliards de dollars. Les lois anti-trust américaines pourraient contraindre le groupe à se séparer de certaines de ses activités.
Le 14 mai 2019, ESPN et Caesars Entertainment annoncent un accord pour du contenu de paris en ligne sportif et la construction d'un studio ESPN au sein du The LINQ Hotel and Casino de Las Vegas.
En septembre 2020, Caesars Entertainment annonce l'acquisition de William Hill pour 3,7 milliards de dollars. Après cette acquisition, Caesars Entertainment annonce vouloir revendre les activités en dehors des États-Unis de William Hill, dont ces importantes activités au Royaume-Uni. En septembre 2021, 888 Holdings annonce l'acquisition des activités non-américaines de William Hill pour 3 milliards de dollars à Caesars Entertainment.

## Hôtels, casinos et hôtels-casinos du groupe en2004
- Atlantic City Hilton Hotel/Casino, Atlantic City New Jersey
- Bally's Hotel/Casino & Wild Wild West Casino, Atlantic City New Jersey
- Bally's Hotel/Casino, Las Vegas Nevada
- Bally's Casino, New Orleans Louisiana
- Bally's Casino/Hotel, Tunica, Mississippi
- Caesars Hotel/Casino, Atlantic City New Jersey
- Caesars Palace at Sea
- Caesars Hotel/Casino, Elizabeth Indiana
- Caesars Palace Hotel/Casino, Gauteng South Africa
- Caesars Palace, Las Vegas
- Caesars Tahoe Hotel/Casino, Stateline Nevada
- Casino Nova Scotia, Halifax Canada
- Casino Nova Scotia, Sydney Canada
- Casino Windsor, Windsor Canada
- Conrad Jupiters Hotel/Casino, Gold Coast Australia
- Conrad Resort and Casino, Punta Del Este Uruguay
- Conrad Treasury Hotel/Casino, Brisbane Australia
- Flamingo Hotel/Casino (Formerly Flamingo Hilton), Las Vegas Nevada
- Flamingo Hotel/Casino (Formerly Flamingo Hilton), Laughlin Nevada
- Grand Casino/Hotel, Biloxi Mississippi
- Grand Casino/Hotel, Gulfport Mississippi
- Grand Casino/Hotel, Tunica Mississippi
- Paris Las Vegas
- Sheraton Hotel/Casino, Tunica Mississippi
- Reno Hilton Hotel/Casino, Reno Nevada